# Saropogon melampygus
Saropogon melampygus là một loài ruồi trong họ Asilidae. Saropogon melampygus được Loew miêu tả năm 1851.